# Luisa Martín
Maria Luisa Martín López, nota semplicemente come Luisa Martín (Madrid, 23 febbraio 1960), è un'attrice spagnola.

## Biografia

### Attività teatrale
Nata a Madrid, Luisa Martín frequentò la Real Escuela Superior de Arte Dramático, diplomandosi nel 1980. Per tutto il decennio fu particolarmente attiva sui palcoscenici teatrali, recitando testi come Il rinoceronte di Eugène Ionesco e Non si paga, non si paga! di Dario Fo.
Il suo debutto televisivo avvenne nel 1990, quando entrò a far parte del cast della trasmissione per bambini di Antena 3 La guardería, condotta da Teresa Rabal. Successivamente partecipò al seguitissimo gioco a premi Un, dos, tres... responda otra vez.
Nel 1995 ottenne un'enorme popolarità, quando venne scelta per interpretare il ruolo della colf Juani nella serie televisiva Médico de familia, da cui fu tratta poi la fiction italiana Un medico in famiglia. L'attrice prese parte a tutte le centoventi puntate della serie e il suo personaggio risultò molto amato dal pubblico.
In seguito alla conclusione della serie, Luisa Martín tornò al teatro. Per l'adattamento de La ballata del boia, ottenne il Fotogramma d'argento alla miglior attrice teatrale e una candidatura ai Premios Max.
Nel 2000 debuttò al cinema nella commedia Terca vida, che le valse una candidatura al Premio Goya per la migliore attrice rivelazione.
Recitò inoltre nello spettacolo teatrale Qualcosa rimane, insieme all'ex compagna di set di Médico de familia, Isabel Aboy.
Dal 2017 al 2023 interpretò l'ispettrice di polizia Claudia Miralles nella serie Servir y proteger, recitando in totale per 1372 episodi.
Nel 2003 divorziò dal primo marito, il collega Joan Llaneras. Dall'unione col produttore Albert Bori ebbe un figlio di nome Bruno. Dal 1986 collabora con l'associazione Medici senza frontiere, con cui ha visitato il Kosovo, il Kenya e l'Ecuador.

## Filmografia

### Cinema
- Terca vida, regia di Fernando Huertas (2000)
- Tiovivo c. 1950, regia di José Luis Garci (2004)
- Le 13 rose (Las trece rosas), regia di Emilio Martínez Lázaro (1981)
- Entrelobos, regia di Gerardo Olivares (2010)
- El futuro ya no es lo que era, regia di Pedro Barbero (2013)
- Matar el tiempo, regia di Antonio Hernández (2015)

### Televisione
- Las chicas de hoy en día - serie TV, 1 episodio (1991)
- Farmacia de guardia - serie TV, 1 episodio (1992)
- La mujer de tu vida - serie TV, 1 episodio (1994)
- ¿Quién da la vez? - serie TV, 13 episodi (1995)
- Médico de familia - serie TV, 120 episodi (1995-1999)
- Más que amigos - serie TV, 1 episodio (1997)
- Periodistas - serie TV, 1 episodio (1998)
- La sopa boba - serie TV, 11 episodi (2004)
- Hospital Central - serie TV, 4 episodi (2006)
- Manolo y Benito Corporeision - serie TV, 2 episodi (2007)
- Desaparecida - serie TV, 13 episodi (2007)
- Caso Wanninkhof - serie TV, 2 episodi (2008)
- Impares - serie TV, 1 episodio (2010)
- Impares Premium - serie TV, 1 episodio (2010)
- La huella del crimen - serie TV, 1 episodio (2010)
- Gran Reserva - serie TV, 42 episodi (2010-2013)
- Rocío Dúrcal, volver a verte - serie TV, 2 episodi (2011)
- Frágiles - serie TV, 16 episodi (2012-2013)
- Los misterios de Laura - serie TV, 1 episodio (2014)
- B&b, de boca en boca - serie TV, 23 episodi (2014-2015)
- Lana, fashion blogger (Yo quisiera) - serie TV, 44 episodi (2015-2016)
- Il sospetto (Bajo sospecha) - serie TV, 10 episodi (2016)
- La princesa Paca - film TV (2017)
- Servir y proteger - serie TV, 1372 episodi (2017-2023)
- 4 estrellas - serie TV, 71 episodi (2023)

## Riconoscimenti
- Premio Goya
  - 2001 - Candidatura come migliore attrice rivelazione per Terca vida

- Premios de la Unión de Actores
  - 1996 – Candidatura come migliore interpretazione televisiva secondaria per Médico de familia
  - 1997 – Vincitrice come migliore interpretazione televisiva secondaria per Médico de familia
  - 2008 – Vincitrice come migliore interpretazione televisiva primaria per Desaparecida
  - 2013 – Candidatura come migliore interpretazione televisiva secondaria per Frágiles

- Fotogrammi d'argento
  - 2000 – Candidatura come miglior attrice televisiva per Médico de familia
  - 2001 – Candidatura come miglior attrice teatrale per El verdugo

- TP de Oro
  - 1997 – Candidatura come miglior attrice per Médico de familia
  - 1998 – Candidatura come miglior attrice per Médico de familia
  - 2000 – Candidatura come miglior attrice per Médico de familia